# José Antonio Pérez Sánchez
José Antonio Pérez Sánchez OFM (* 20. Dezember 1947 in Mexiko-Stadt; † 8. Juli 2020 in Tepic) war ein mexikanischer Ordensgeistlicher und römisch-katholischer Prälat von Jesús María del Nayar.

## Leben
José Antonio Pérez Sánchez studierte Geisteswissenschaften am Colegio Seráfico Antoniano in San Agustín de Casillas, Jal, Guadalajara. Er trat der Ordensgemeinschaft der Franziskaner bei und studierte Philosophie an der Philosophischen Fakultät in der Franziskanerprovinz im westlichen Bundesstaat Jalisco. Anschließend studierte er Theologie am Internationalen Seminar des Vatikans und absolvierte ein Studium in biblischer Theologie am Päpstlichen Antonianum in Rom. Er empfing am 20. Juni 1976 die Priesterweihe.
Papst Johannes Paul II. ernannte ihn am 2. Februar 1990 zum Koadjutorprälaten von Jesús María del Nayar. Der Apostolische Delegat in Mexiko, Girolamo Prigione, spendete ihm am 4. April desselben Jahres die Bischofsweihe; Mitkonsekratoren waren Juan Jesús Posadas Ocampo, Erzbischof von Guadalajara, und Manuel Romero Arvizu OFM, Prälat von Jesús María del Nayar.
Nach dem Rücktritt von Manuel Romero Arvizus OFM folgte er ihm als Prälat von Jesús María del Nayar nach. Papst Benedikt XVI. nahm am 27. Februar 2010 sein vorzeitiges Rücktrittsgesuch an.